# Aneomochtherus darvasicus
Aneomochtherus darvasicus är en tvåvingeart som beskrevs av Pavel Lehr 1996. Aneomochtherus darvasicus ingår i släktet Aneomochtherus och familjen rovflugor. Inga underarter finns listade i Catalogue of Life.